# Dark Seed
Dark Seed ist ein Computerspiel, entwickelt und veröffentlicht von Cyberdreams im Jahr 1992. Das Horror-Point-and-Click-Adventure handelt von der parallelen Existenz einer dunklen Gegenwelt zu unserer eigenen Realität. Das Design des Spiels basiert auf Arbeiten des Schweizer Künstlers HR Giger (Alien). Ein Nachfolger mit dem Titel Dark Seed II wurde 1995 veröffentlicht.

## Handlung
Mike Dawson ist ein erfolgreicher Werbefachmann und Autor, der kürzlich eine alte Villa am Ventura Drive (benannt nach dem Ventura Boulevard) in der Kleinstadt Woodland Hills erworben hat. In seiner ersten Nacht im Haus hat Mike einen Alptraum, in dem er in einer Maschine eingesperrt ist, die ihm einen Embryo eines Aliens in den Kopf einpflanzt. Er wacht mit starken Kopfschmerzen auf und beginnt nach der Einnahme einiger Kopfschmerztabletten und einer Dusche mit der Erkundung des Hauses. Er findet Hinweise zum Tod des vorherigen Besitzers, die die Existenz eines Paralleluniversums namens Dark World enthüllen, das von bösartigen Aliens, Die Alten genannt, beherrscht wird.
Am zweiten Tag reist er durch einen Spiegel im Wohnzimmer in dieses Paralleluniversum und trifft die sogenannte Hüterin der Schriftrollen, eine freundlich gesinnte Bewohnerin der Dark World. Sie offenbart ihm, dass sein Alptraum real war und sollte es tatsächlich zur Geburt dieses Embryos, der namensgebenden Dunklen Brut (engl. dark seed), kommen, er und die gesamte Menschheit ausgelöscht würden. Der einzige Weg dies zu verhindern sei die Zerstörung der Energiequelle der Alten.
Am dritten und letzten Tag setzt Mike einen ausgeklügelten Plan um, der zum Abflug des Raumschiffs der Alten von der Dark World führt und sie damit ihrer Energiequelle beraubt. Das Spiegelportal wird zerstört, wodurch für die Alten der Zugang zur normalen Welt versiegelt wird. Das Spiel endet in der Normalwelt mit dem Besuch der Stadtbibliothekarin bei Mike, die ihm einige Pillen überreicht, die sie in ihrer Handtasche gefunden hat. Ein an ihn gerichtetes Rezept besagt demnach, dass diese ihn von heftigen Kopfschmerzen befreien würden, womit anscheinend die Tötung des Alien-Embryos gemeint ist. Eine Animation verdeutlicht, dass es sich bei der Bibliothekarin um das normalweltliche Pendant der Hüterin der Schriftrollen handelt. Es endet mit einem Kommentar von Mike, wonach er zu verstehen beginne.

## Spielprinzip und Technik
Dark Seed ist ein Point-and-Click-Adventure. Aus Sprites zusammengesetzte Figuren agieren vor handgezeichneten, teilanimierten Kulissen. Mit der Maus kann der Spieler seine Spielfigur durch die Örtlichkeiten bewegen und mit den Maustasten Aktionen einleiten, die den Spielcharakter mit seiner Umwelt interagieren lassen. Mike Dawson kann so Gegenstände finden und sie auf die Umgebung oder andere Gegenstände anwenden sowie im Rahmen von Multiple-Choice-Dialogen mit NPCs kommunizieren. Mit fortschreitendem Handlungsverlauf werden weitere Orte freigeschaltet. Anders als die meisten Point-and-Click-Adventures, die dem Spieler viel Zeit zum Erkunden lassen, muss in Dark Seed nahezu jede Handlung innerhalb eines genau eingegrenzten Zeitrahmens erfolgen, andernfalls endet das Spiel in einer unlösbaren Sackgasse. Dies und regelmäßige Programmabstürze führten zu dem Resultat, dass man das Spiel immer wieder von vorne beginnen musste und der Rückgriff auf Lösungshilfen erschwert wurde.
Die „normale Welt“ des Spiels setzt sich aus nachbearbeiteten Fotos realer Gebäude und Landschaften sowie handgezeichneten Elementen zusammen. Die „dunkle Welt“ hingegen besteht komplett aus Werken Gigers.

## Produktionsnotizen
Dark Seed war das erste Spiel von Cyberdreams und wurde ursprünglich für den Commodore Amiga und MS-DOS entwickelt, später folgten die Versionen für Amiga CD32 und Mac OS. Das junge Startup-Unternehmen um Cyberdream-Präsident Patrick Ketchum versuchte sich durch die Engagierung bekannter Künstler von der Konkurrenz abzuheben. Daher zahlte Ketchum H.R. Giger eine hohe Summe für dessen Beteiligung an dem Projekt. Das Entwicklerteam befand sich jedoch erst noch im Aufbau, was für die wenigen Beteiligten eine große Arbeitsbelastung bedeutete, um dem Erfolgsdruck gerecht zu werden und das Spiel rechtzeitig zum Weihnachtsgeschäft fertigzustellen.
Der Hauptcharakter Mike Dawson trägt den Namen des Lead Designers und Produzenten des Spiels, der auch die Vorlage für die Spritegrafiken des Charakters gab. Der Name sollte ursprünglich nur ein Platzhalter und Insiderwitz sein, doch Ketchum gefiel die Idee und er legte daher fest, dass der Name beibehalten werden solle. Für die Programmierung zeichnete Michael Cranford (The Bard’s Tale) verantwortlich. Auf Bitten H. R. Gigers war es eines der ersten Point-and-Click-Adventures, das seinerzeit hochauflösende Grafiken mit 640×400 Pixeln verwendete. Zu den Werken Gigers, die für die „Dark World“ verwendet wurden, gehören N.Y. city III, Hommage a Bocklin und Li II. Die Originalwerke wurden digitalisiert und mit Deluxe Paint nachbearbeitet. Die Animationen des Hauptcharakters Mike Dawson, Alter EGo des Produzenten Mike Dawson, wurden erstellt, indem tatsächliche Bewegungen Dawsons abgefilmt und in einzelne Animationsschritte übertragen wurden.
Neben den Computerversionen existieren Varianten für die Spielkonsolen Sega Saturn und PlayStation, die allerdings nur in Japan veröffentlicht wurden, im Fall der Saturn-Version erfolgte dies lediglich mit übersetzten Untertiteln und ohne Anpassung der englischsprachigen Synchronisation. Die Saturn-Version unterstützte zudem die Sega Saturn Netlink Maus. Allerdings wurden diese Portierungen dafür kritisiert, dass sie den Zeitverlauf verdoppelt haben, auch das Abspielen des Soundtracks wurde beschleunigt.
Eine Version für das Sega Mega-CD war ebenfalls in der Entwicklung und wurde bereits für einen US-amerikanischen Release beworben, von Publisher Vic Tokai dann jedoch nie in den Handel gebracht. Eine unlizenzierte Version wurde auf Chinesisch für das Nintendo Entertainment System (NES) veröffentlicht.
Es existiert eine Großstadtlegende, wonach Lead Designer Mike Dawson aufgrund des starken Drucks bei der Entwicklung von Dark Seed einen Nervenzusammenbruch erlitt. Tatsächlich verließ er nach der Beendigung von Dark Seed die Spieleindustrie und arbeitete bis in die späten 1990er-Jahre als Drehbuchautor für das Fernsehen (u. a. einige Episoden zu Family Matters), schrieb vier Bücher über Programmierung (darunter Beginning C++ Game Programming und Python Programming for the Absolute Beginner) und unterrichtet Game Design und Programmierung an der Stanford University und der UCLA.

## Rezeption
Dark Seed wurde 1992 in Ausgabe 188 der Rollenspielzeitschrift Dragon von Hartley, Patricia und Kirk Lesser für die Kolumne The Role of Computers getestet und erhielt 3 von 5 Punkten. Das japanische Magazin Famicom Tsūshin vergab bei der Veröffentlichung der Saturn-Version 24 von 40 Punkten. Deutsche Magazine vergaben zumeist mittelmäßige Wertungen. Michael Erlwein von der Amiga Games vergab 68 %, Joachim Nettelbeck vom Amiga Joker 79 %, die Power Play für die Disketten-Versionen für Amiga und DOS jeweils 66 %, für die CD-ROM-Fassung 56 %.
Das Fachmagazin Adventure Classic Gaming stellte 1997 in einer Retrospektive fest, dass das Spiel durch seine Mechanik einen negativen Eindruck auf den Spieler machen könne. Die Animationen der Charaktere seien langsam, und es sei leicht möglich, im Spiel zu sterben, was den Spieler frustrieren könne. 2006 listete Gametrailers.com Dark Seed auf Platz 7 der gruseligsten Spiele aller Zeiten, noch vor den Titeln Clock Tower, System Shock 2 und Eternal Darkness: Sanity’s Requiem.